# Žanis Bachs
Žanis Bachs, latvijski general, * 1885, † 1941.